# Sedum patrickii
Sedum patrickii är en fetbladsväxtart som beskrevs av 't Hart. Sedum patrickii ingår i Fetknoppssläktet som ingår i familjen fetbladsväxter. Inga underarter finns listade i Catalogue of Life.